# Friedrich Hauser
Friedrich Hauser (Stuttgart,1859 – Baden-Baden, 1917) foi um arqueólogo alemão. A sua publicação mais famosa foi Die Neuattischen Reliefs (Stuttgart: Verlag von Konrad Wittwer, 1889) onde identifica um estilo que designou de "Neoático".